# 20649 Miklenov
20649 Miklenov è un asteroide della fascia principale. Scoperto nel 1999, presenta un'orbita caratterizzata da un semiasse maggiore pari a 2,9237634 UA e da un'eccentricità di 0,0413595, inclinata di 0,96808° rispetto all'eclittica.